# Державні нагороди Білорусі
Державні нагороди Білорусі — згідно з чинним Законом «Про державні нагороди Республіки Білорусь» є вищою формою заохочення громадян Республіки Білорусь, іноземних громадян та осіб без громадянства, визнання їхнього внеску в захист і зміцнення держави і демократичного суспільства, єдності народу, примноження економічного, інтелектуального та духовного потенціалу країни, а також заслуг у суспільній, гуманітарній, благодійній та інших видах діяльності перед державою і народом.
У систему державних нагород Республіки Білорусь входять:
1. звання «Герой Білорусі»;
2. ордени Республіки Білорусь;
3. медалі Республіки Білорусь;
4. почесні звання Республіки Білорусь.

## Звання «Герой Білорусі»
- Герой Білорусі — найвищий ступінь відзнаки в Білорусі. Присвоюється указом президента за виняткові заслуги перед державою та суспільством, пов'язані із здійсненням подвигу в ім'я свободи, незалежності та процвітання країни. Особам, удостоєним звання «Герой Білорусі», вручається знак особливої відзнаки — медаль Героя Білорусі.

## Ордени Республіки Білорусь
- Орден Вітчизни
- Орден Військової Слави
- Орден Трудової Слави
- Орден «За службу Батьківщині»
- Орден «За особисту мужність»
- Орден Дружби народів
- Орден Пошани
- Орден Франциска Скорини
- Орден Матері
- Орден «За зміцнення миру і дружби»

## Медалі Республіки Білорусь
- Медаль «За відвагу»
- Медаль «За врятоване життя»
- Медаль «За відзнаку у військовій службі»
- Медаль «За відзнаку в охороні громадського порядку»
- Медаль «За відзнаку в охороні державного кордону»
- Медаль «За відзнаку в попередженні та ліквідації надзвичайних ситуацій»
- Медаль «За трудові заслуги»
- Медаль Франциска Скорини
- Медаль «За бездоганну службу»
- Ювілейні медалі, що встановлюються Президентом Республіки Білорусь у зв'язку з важливими ювілейними датами в історії держави і суспільства

## Почесні звання Республіки Білорусь
- «Народний поет Білорусі»
- «Народний письменник Білорусі»
- «Народний артист Білорусі»
- «Народний художник Білорусі»
- «Народний лікар Білорусі»
- «Народний вчитель Білорусі»
- «Заслужений артист Республіки Білорусь»
- «Заслужений діяч мистецтв Республіки Білорусь»
- «Заслужений діяч культури Республіки Білорусь»
- «Заслужений діяч науки Республіки Білорусь»
- «Заслужений винахідник Республіки Білорусь»
- «Заслужений раціоналізатор Республіки Білорусь»
- «Заслужений вчитель Республіки Білорусь»
- «Заслужений працівник освіти Республіки Білорусь»
- «Заслужений лікар Республіки Білорусь»
- «Заслужений працівник охорони здоров'я Республіки Білорусь»
- «Заслужений працівник соціального захисту Республіки Білорусь»
- «Заслужений працівник промисловості Республіки Білорусь»
- «Заслужений працівник сільського господарства Республіки Білорусь»
- «Заслужений лісівник Республіки Білорусь»
- «Заслужений будівельник Республіки Білорусь»
- «Заслужений архітектор Республіки Білорусь»
- «Заслужений зв'язківець Республіки Білорусь»
- «Заслужений економіст Республіки Білорусь»
- «Заслужений юрист Республіки Білорусь»
- «Заслужений енергетик Республіки Білорусь»
- «Заслужений металург Республіки Білорусь»
- «Заслужений шахтар Республіки Білорусь»
- «Заслужений працівник сфери обслуговування Республіки Білорусь»
- «Заслужений працівник транспорту Республіки Білорусь»
- «Заслужений фахівець Збройних Сил Республіки Білорусь»
- «Заслужений пілот Республіки Білорусь»
- «Заслужений штурман Республіки Білорусь»
- «Заслужений працівник органів державної безпеки Республіки Білорусь»
- «Заслужений працівник органів прокуратури Республіки Білорусь»
- «Заслужений працівник органів внутрішніх справ Республіки Білорусь»
- «Заслужений прикордонник Республіки Білорусь»
- «Заслужений митник Республіки Білорусь»
- «Заслужений рятувальник Республіки Білорусь»
- «Заслужений геолог Республіки Білорусь»
- «Заслужений працівник фізичної культури і спорту Республіки Білорусь»
- «Заслужений тренер Республіки Білорусь»
- «Заслужений майстер спорту Республіки Білорусь»

## Державні нагороди Білоруської Народної Республіки

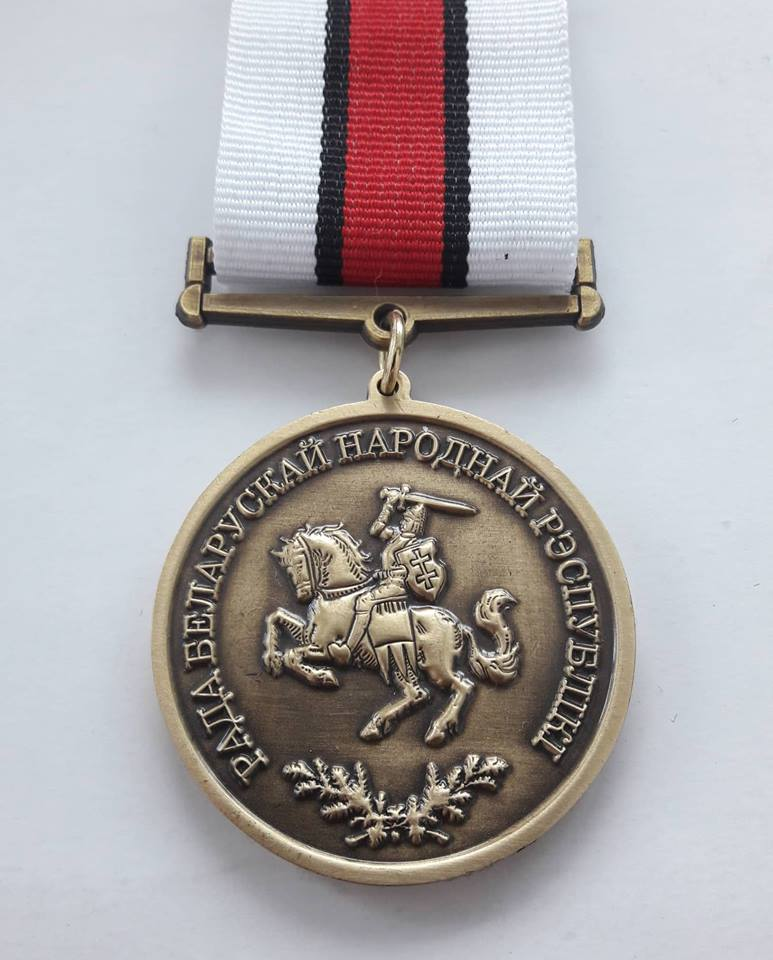
Ювілейна медаль на честь століття БНР, що вручається Радою БНР

Органи державної влади Білоруської Народної Республіки, що з 1919 р. діють у вигнанні, також створили декілька нагород. В 2016 році Рада БНР оголосила про відновлення вручення нагород, заснованих в 1949 р. В 2018 році Рада БНР засновала Медаль до 100-річчя Білоруської Народної Республіки.
- Орден Погоні (1949)
- Орден Залізного лицаря (1949)
- Медаль партизана (1949)
- Ювілейна медаль на честь століття БНР (2018)

### Попередні нагороди
- Полоцький Білоруський хрест (1920)